# Jabu Khanyile
Jabu Khanyile (* 28. Februar 1957 in Soweto; † 12. November 2006) war ein südafrikanischer Musiker und Lead-Sänger der Band Bayete.

## Leben
Khanyile war nach dem Tod seiner Mutter als 14-Jähriger gezwungen, seine Ausbildung abzubrechen und seinen Lebensunterhalt zu verdienen. Sein Vater war ein Bergmann und führte traditionelle a cappella-Songs auf. Sein Bruder John spielte in einer Reggae und Soul-Coverband. Khanyile wandte sich ebenfalls der Musik zu und wurde Mitglied der örtlichen Band The Daffodils. 1974 trat er der Band seines Bruders John The Editions als Schlagzeuger bei, wurde später der Sänger der Band. 1977 wechselte er zu The Movers, und 1984 kam Khanyile als Schlagzeuger zu Bayete. Die Band verband Afrobeat, Jazz und Reggae. Bayete löste sich 1992 auf, und Khanyile begann eine Solokarriere mit Veröffentlichungen unter dem Namen Jabu Khanyile & Bayete, obwohl keines der ursprünglichen Bayete-Mitglieder beteiligt war. Khanyile wurde international bekannt, nachdem er 1996 beim Royal Gala Abend zu Ehren von Nelson Mandela auftrat.
Khanyile trat international mit Youssou N’Dour, Angélique Kidjo und Papa Wemba auf. Er war für seine panafrikanische Haltung Haltung zu Musik bekannt und versuchte, unterschiedliche afrikanische Stilistiken zu verbinden. Für gewöhnlich trat er in einem Massai-Kostüm costume mit einem Fliegenwedel auf, einem afrikanischen Symbol für Könige.
2005 trat Khanyile beim Live 8-Konzert in Johannesburg auf. Zum letzten Mal trat er in der Öffentlichkeit im Juli 2006 auf, als in Berlin die Übergabe der Fußball-Weltmeisterschaft nach Südafrika gefeiert wurde.
Er starb im November 2006 an Diabetes und Prostatakrebs.

## Auszeichnungen
- 1996: KORA All Africa Music Award in der Kategorie Beste Gruppe (Südliches Afrika) mit der Gruppe Bayete
- 2000: KORA All Africa Music Award in der Kategorie Bester Künstler (Südliches Afrika)

## Diskographie
- 1993: Mmalo-We, Island Records/Teal
- 1995: Umkhaya-Lo, Mango
- 1996: Africa Unite, Mango
- 1999: The Prince, Gallo/Wrasse
- 2000: Thobekile, Teal
- 2001: Umbele, Gallo
- 2005: Wankolota, Gallo
- 2005: Hiyo Lento, Stern's

Mitwirkung
- 2001: Trilok Gurtu: The Beat of Love, Blue Thumb